# المائدة المستديرة الأوروبية للبيع بالتجزئة
المائدة المستديرة الأوروبية للبيع بالتجزئة (بالإنجليزية: European Retail Round Table)‏، هي منظمة أوروبية تتكون من شركات تعمل في قطاع البيع بالتجزئة الأوروبي. ويبلغ مجموع موظفي الشركات الأعضاء في هذه المنظمة حوالي 2.3 مليون شخص وحجم أعمال بقيمة 400 مليار يورو.
يقع مقر المنظمة في بروكسل، بلجيكا.

## أعضاء المنظمة
أعضاء المنظمة اعتبارًا من يناير 2012 هم:
| العضو            | بالإنجليزية     | بلد المنشأ      |
| ---------------- | --------------- | --------------- |
| أسدا وول مارت    | ASDA            | المملكة المتحدة |
| سي آند ايه       | C&A             | هولندا          |
| كارفور           | Carrefour       | فرنسا           |
| مجموعة دلهيز     | Ahold Delhaize  | بلجيكا          |
| إلكورتى إنجليز   | El Corte Inglés | إسبانيا         |
| إتش آند إم       | H&M             | السويد          |
| إكيا             | IKEA            | السويد          |
| إنديتكس          | Inditex         | إسبانيا         |
| ماركس آند سبنسر  | Marks & Spencer | المملكة المتحدة |
| ميركادونا إس ايه | Mercadona       | إسبانيا         |
| مجموعة مترو      | METRO Group     | ألمانيا         |
| رويال أهولد      | Ahold           | هولندا          |
| تسكو             | Tesco           | المملكة المتحدة |

## اتحاد متاجر البيع بالتجزئة لحماية الغابات
في أبريل 2010، تأسس اتحاد متاجر البيع بالتجزئة لحماية الغابات (Timber Retail Coalition) لمعالجة مشكلة قطع أشجار الغابات على مستوى العالم عن طريق عمليات قطع الأشجار غير القانونية.
ويتضمن هذا الاتحاد أربعة أعضاء وهم:
| العضو              | بلد المنشأ      |
| ------------------ | --------------- |
| كارفور             | فرنسا           |
| إكيا               | السويد          |
| كينج فيشر بي إل سي | المملكة المتحدة |
| ماركس آند سبنسر    | المملكة المتحدة |